# Občina Šmarješke Toplice
Občina Šmarješke Toplice je ena mlajših in manjših občin v Republiki Sloveniji s središčem v Šmarjeti. ima okoli 3.500 prebivalcev (2020). Svojo samostojno pot je pričela 1. januarja 2007 z odcepitvijo od Mestne občine Novo mesto. V novonastali občini sta se združili dve krajevni skupnosti - Krajevna skupnost Bela Cerkev in Krajevna skupnost Šmarjeta.
Območje Občine Šmarješke Toplice leži v jugovzhodnem delu Slovenije. Površina obsega 34,2 km² in meji na občine Mokronog - Trebelno, Škocjan, Šentjernej in omenjeno Mestno občino Novo mesto.

## Simbolika grba Občine Šmarješke Toplice
Osrednji simbol grba je okrogel vrč (za vodo ali vino) z dvema ročajema, ki simbolizira združitev dveh krajevnih skupnosti (Krajevna skupnost Šmarjeta in Krajevna skupnost Bela Cerkev) v skupno občino Šmarješke Toplice v letu 2007. Vrč kot tak je tudi simbol gostoljubja prebivalcev in zavzema pomembno mesto v vsaki zidanici.
Krog v vrču predstavlja sonce (vrtec Sonček) ali zrelo grozdno jagodo iz katere se na področju Šmarjeških Toplic prideluje kakovostno vino.
Polje grba se deli na štiri enote: dve zeleni enoti predstavljata dve vinorodni področji – Koglo in Vinji vrh in dve modri enoti najpomembnejša vodotoka na območju občine- reko Krko in potok Raduljo.
Deljeno modro polje simbolizira tudi dve, za to področje najpomembnejši obliki naravnega vira, termalno in pitno vodo.  

## O občini Šmarješke Toplice
Južno območje občine je strateško pomembno, saj se navezuje na pomembno avtocestno povezavo med Ljubljano in Zagrebom ter reko Krko.
Pokrajina je zelo raznolika, razgibana in pestra. Razprostira se med dvema vinorodnima gričema Koglo (417 m) in Vinji vrh (392 m), ki sta na prisojni legi porasla z vinsko trto, na osojni pa predvsem z bukovimi gozdovi. Obe vinski gorici sta tudi odlični izletniški izhodišči in razgledni točki.
Občina Šmarješke Toplice ima dve pobrateni občini: prekmursko Občino Cankova in Občino Teplice nad Bečvou iz Češke.

Občino Šmarješke Toplice vse od njenega nastanka vodi županja Bernardka Krnc.
Občina je reliefno razgibana in sestavljena iz 24 vasi, za katere je značilna razpršena poselitev. Ima tri večja središča. Eno od teh je naselje Šmarješke Toplice, kjer se nahaja osrednji turistični objekt ‒ zdravilišče Terme Šmarješke Toplice. Šmarješke Toplice, ki so v preteklosti nosile ime Jezerske toplice, so največje naselje v občini.
Šmarjeta, ki je bila pred ustanovitvijo samostojne občine sedež Krajevne skupnosti Šmarjeta, je sedaj upravno, administrativno in izobraževalno središče z občinsko stavbo, zdravstvenim domom ter lekarno, Osnovno šolo Šmarjeta in vrtcem Sonček, domom za ostarele, župnijskim uradom in vaškim jedrom, ki se je oblikovalo okoli župnijske cerkve svete Marjete.
Tretje središče predstavlja vas Bela Cerkev, ki je bila pred ustanovitvijo občine središče Krajevne skupnosti Bela Cerkev in ima v občini sedaj predvsem pomembno vlogo družabnega središča. Družabno vaško življenje se odvija predvsem v Hiši žive dediščine, ki nosi slogan »Iz narave in preteklosti za prihodnost« in stoji v centru vaškega trga na mestu nekdanje Osnovne šole Bela Cerkev, ki je svoja šolska vrata, po 110 letih delovanja, zaprla leta 1970. Aktivno delovanje lokalnih društev, prireditve in organizirana vaška druženja, ki se odvijajo v Hiši žive dediščine, privabijo v Belo Cerkev veliko obiskovalcev.
Prva omemba kraja v pisnih virih, je bila leta 1074 omemba področja Vinjega vrha v listini, ki sta jo sestavila freisinški škof in oglejski patriarh. Listina je določala, da mora škof patriarhu prepustiti 10 kmetij na Vinjem vrhu. Sestavljena je bila 15. junija in občina Šmarješke Toplice na ta datum vsako leto praznuje svoj občinski praznik.

V železni dobi je stalo na Velikem Vinjem vrhu mogočno utrjeno naselje oz. gradišče. Zgrajeno je bilo v 8. stoletju pr. n. š. in opuščeno po rimski zasedbi konec 1. stoletja pr. n. š. Pomemben vir za raziskovanje takratnega življenja so še zdaj vidna grobišča in ostanki obzidja  na bližnjih grebenih in pobočjih.
Sprva so umrle pokopavali v rodovnih gomilah, pozneje pa na planih grobiščih. Arheološke najdbe pričajo, da je območje Šmarjete v starejši železni dobi doživelo velik razcvet. Središče na Velikem Vinjem vrhu je obvladovalo dolino ob spodnjem toku Krke in dolenjsko gričevje vse do doline Mirne. Blagostanje prebivalstva je temeljilo na železarstvu, kovaštvu in tovorništvu. Tedanjo družbo na širšem dolenjskem ozemlju prikazujejo upodobitve na situlah, kovinskih posodah v obliki vedra.
V širšem slovenskem prostoru je občina poznana predvsem po zdraviliškem turizmu, ki se razvija v enem od najsodobnejših slovenskih termalnih središč. Naravne danosti nudijo pestro ponudbo športnih aktivnosti in doživetij v neposrednem stiku z naravo. Bogata kulturna in zgodovinska dediščina se razkriva v arheoloških najdbah ter v raznovrstni sakralni in etnološki dediščini. Vse omenjene znamenitosti so povezane v dveh tematskih poteh: tematski in vodni poti »Vir življenjske energije«. Pod sakralno dediščino štejemo številne lokalne cerkve, ki jih je na območju občine kar 14 in so posvečene različnim svetnikom.
Občino Šmarješke Toplice sestavlja 24 vasi in zaselkov. Naselja v občini so:
Bela Cerkev, Brezovica, Čelevec, Dol pri Šmarjeti, Dolenje Kronovo, Draga, Družinska vas, Gorenja vas pri Šmarjeti, Gradenje, Grič pri Klevevžu, Hrib, Koglo, Mala Strmica, Orešje, Radovlja, Sela pri Zburah, Sela, Strelac, Šmarješke Toplice, Šmarjeta, Vinica pri Šmarjeti, Vinji Vrh, Zbure, Žaloviče.

## Naravne znamenitosti
Območje občine Šmarješke Toplice je bogato z naravnimi danostmi. Pokrajino sestavljajo nižinske poplavne ravnice, naključni izviri tople termalne vode, z gozdovi porasla pobočja in z vinogradi obrasli vinski gorici Koglo in Vinji vrh.
Najpomembnejša naravna vrednota na območju je voda, ki je skozi stoletja odločilno vplivala na  oblikovanje tukajšnje pokrajine. Območje je prepleteno s številnimi manjšimi potoki in izviri termalne vode, za prebivalce tega območja pa je predvsem pomembna bogata zaloga podtalnice. Voda je z nanosi materiala ustvarila obsežne ravnice, ki jih zaradi rodovitnosti obdajajo polja, njive ter travniki.
Območje soteske potoka Radulje z brzicami in Spodnjo ter Zgornjo Klevevško jamo v predelu imenovanem Klevevž je vključeno v varovano okolje Nature 2000 in predstavlja eno od pomembnejših naravnih znamenitosti. Jami sta bili v preteklosti sicer raziskani, vendar za obiskovalce nista odprti. V Klevevž domačini poleti prihajajo predvsem zaradi izvira tople vode, ki je ograjen z manjšim betonskim bazenom in kjer se lahko v vročih poletnih mesecih osvežijo v vodi, ki ima stalno temperaturo od 21 do 25 °C. Potok Radulja v svojem srednjem toku ni več tako živahen in se v celoti umiri, kar je privedlo do nastanka mokrišča Zdravci, ki je eno največjih mokrišč na Dolenjskem.
V parku zdravilišča Terme Šmarješke Toplice v jezercu, ki ga napaja topla termalna voda, uspeva redka vodna rastlina imenovana indijski lotos. Poleti se nad gladino jezerca dvignejo rožnati cvetovi rastline, katere domovina so predeli Azije in Avstralije. Prav topla termalna voda je zaslužna, da občutljivi lotos, ki v naravi uspeva v toplejših predelih sveta, preživi tudi ostre zime v Šmarjeških Toplicah.
V bližini vasi Bela Cerkev se nahaja manjši kraški rov, ki so jo domačini poimenovali Škratova luknja. Ime naj bi dobila po nekdanjih majhnih in mističnih prebivalcih, ki so nekdaj prebivali v njenem zavetju.

## Kulturne znamenitosti
Kulturno dediščino kraja predstavljata za oglede turistov urejeni in odprti rojstni hiši dveh pomembnih zgodovinskih osebnosti: v Vinici rojstna hiša duhovnika Janeza Zalokarja in v Šmarjeti rojstna hiša Jožeta Karlovška, raziskovalca ljudske ornamentike.
V parku Term Šmarješke Toplice si lahko ogledamo star litoželezni vodnjak s kipom žene, skozi katerega je bila speljana prva pitna voda in razvaline gradu Štrlek do katerih vodi gozdna sprehajalna pot.
Pod kulturne znamenitosti sodijo tudi razvaline gradu Klevevž, nekdaj pomembnega gospodarsko-upravnega središča freisinških škofov na Dolenjskem, ki pa je bil leta 1942 popolnoma požgan.
Med pomembne kulturne znamenitosti kraja sodi tudi Hiša žive dediščine s sloganom »Iz narave in preteklost za prihodnost«. Gre za objekt, ki je nastal na mestu nekdanje Osnovne šole Bela Cerkev, v kateri je pouk potekal kar 110 let. Prostori stavbe so namenjeni delovanju društev in stalnima razstavama arheološke zbirke replik najdb na področju občine in razstavo šolskega inventarja in učnih pripomočkov učencev stare šole.
Naravne in kulturne znamenitosti občine Šmarješke Toplice si je mogoče ogledati v sklopu dveh urejenih tematskih poteh – vodni in tematski poti imenovani »Vir življenjske energije«. Občinske znamenitosti pa lahko spoznate tudi ob vožnji s kolesom v kolesarski poti imenovani »Šmarješka kolesnica«.

## Hiša žive dediščine "Iz narave in preteklosti za prihodnost"
V Hiši žive dediščine s sloganom »Iz narave in preteklost za prihodnost« je 15. junija 2015 zaživel medgeneracijski interpretativni center dediščine. Projekt na področju turizma, ohranjanja ter interpretacije naravne in kulturne dediščine, je bil realiziran s pomočjo nepovratnih sredstev Evropskega sklada za regionalni razvoj in Ministrstva za kulturo. Hiša žive dediščine stoji na mestu nekdanje Osnovne šole Bela Cerkev, ki je svoja šolska vrata zaprla v letu 1970.
Vsebina hiše ponuja vpogled v življenje lokalnih prebivalcev skozi različne zorne kote in zgodovinska obdobja. Sprehod po posameznih tematskih sobah nas popelje od daljne preteklosti vse do živahnega utripa sedanjosti.
V Zwittrovi dvorani, ki nosi ime po zgodovinarju dr. Franu Zwittru, rojenem v Beli Cerkvi, si je mogoče ogledati predstavitveni film občine Šmarješke Toplice. V enološkem laboratoriju se obiskovalci lahko seznanijo z lokalnim vinogradništvom in vinarstvom, najbolj razširjenima dejavnostima na področju Šmarješki Toplic, kulinarično dediščino kraja pa je moč spoznati v Sobi žive dediščine. V Sobi ustvarjalnosti je na ogled začasna razstava inventarja stare šole in učnih pripomočkov bivših učencev. V daljno preteklost obiskovalce popelje Dežela arheologije. V njej se sprehodimo skozi obdobje prazgodovine, antike, preseljevanja narodov in preko razstavljenih replik, najdenih na širšem območju Vinjega vrha, spoznamo način življenja tukajšnjih prebivalcev. V Sobi naših prednikov spoznamo življenje in delo pomembnih lokalnih osebnosti. V Škratovi soba najmlajši obiskovalci spoznajo zgodbo o belocerkovškem škratu Viniju in druge lokalne pripovedke.
Simbol Hiše žive dediščine je Orant ali molivec, bronast obesek v podobni človeške figure, najden na pobočjih Vinjega vrha. Obesek upodablja človeško postavo, ki prestopa krog in s tem simbolizira podiranje meja in stopanje iz okov vsakdana.

## Tematska pot "Vir življenjske energije"
Občina Šmarješke Toplice je v letu 2012 s pomočjo evropskih sredstev LEADER uredila tematsko pot »Vir življenjske energije«. V tematski poti je povezala štiri tematske točke, ki reprezentirajo pomembno kulturno in naravno dediščino kraja in se prepletajo z zgodovinsko, etnološko, romarsko, športno-rekreativno in kulinarično vsebino. Možen je obisk posameznih točk tematske poti, ki so organizirane kot samostojne enote ali krožen ogled vseh štirih točk z izhodiščem v Šmarjeških Toplicah in končno postajo v Beli Cerkvi. Za urejenost točk na tematski poti skrbi Občina in domačini, ki s čistilnimi akcijami poskrbijo, da so točke privlačne in dostopne za obiskovalce in turiste.  Točke združujejo pomembne elemente nepremične, predvsem stavbne dediščine in nesnovne kulturne dediščine kraja. 
Prvo točko na tematski poti predstavljajo ostaline in ruševine nekdanjega gradu Štrlek, ki se nahajajo v gozdu ob kompleksu Term Šmarješke Toplice, pomembnega nosilca zdraviliškega turizma v Sloveniji. V Šmarješke Toplice Terme vsako leto privabijo več kot 93.000 turistov in izletnikov. Do razvalin iz zdraviliškega parka vodi urejena sprehajalna pot, ki se zaključi tik ob ruševinah na opazovalnem podestu, kjer je nameščena tudi informativna tabla. Na območju občine Šmarješke Toplice je v preteklost stalo pet gradov zato se je področje imenovalo »dolina gradov« in edini danes še vidni ostanek nekdanjih gradov so prav razvaline gradu Štrlek, ki je bil v pisnih virih prvič omenjen že leta 1247. Zgradila sta ga viteza Friderik in Rudolf iz Mokronoga brez dovoljenja tedanjih lastnikov posesti zato je bil grad eden redkih primerkov »črne gradnje« tistega časa. Grad je bil prav iz teh razlogov zelo kmalu porušen. Razvaline gradu so vključene v register spomenikov nepremične kulturne dediščine lokalnega pomena.
Druga točka tematske poti je vinska gorica Koglo s cerkvijo svetega Lenarta na najvišji točki občine, na nadmorski višini 417m. Na Koglem je nekdaj stal gradič Kozjak, ki je bil prva utrdba proti Ogrom. Cerkev sv. Lenarta je bila v pisnih virih prvič omenjena v 17. stoletju. Najprej je bila grajena v gotskem slogu in kasneje barokizirana. Ob cerkvi je postavljena razgledna ploščad, ki odpira pogled na dolino reke Krke, Gorjance, Kočevski gozd, Novomeško kotlino in Šentjernejsko polje. Pot iz Šmarjeških Toplic do Koglega vodi med vinogradi in zidanicami, ki so značilne za vinske gorice. Na Koglem stoji tudi zidanica Bregač, prva zidanica, ki je odprla svoja vrata turistom v inovativne projektu imenovanem Zidaniški turizem. 
Tretja točka tematske poti je pri cerkvi Karmelske matere božje v Slapah. Grajska cerkev je bila sezidana v letih 1622 - 1628. Sedanja zgradba je nasledila starejšo srednjeveško stavbo. Nastanek cerkve je povezan z lastniki gradu Klevevž, družino Moscon, ki so cerkev postavili kot njihovo družinsko grobno cerkev. Na pokopališču, ki obkroža cerkev je večje število nagrobnih spomenikov med katerimi izstopa grobno polje družine Ulm, zadnjih lastnikov gradu Klevevž. Cerkev in pripadajoče pokopališče je pomemben zgodovinski spomenik kulturne dediščine. Mogoč je ogled notranjosti cerkve z grobnico lastnikov gradu Klevevž in grobnega polja plemiške družine na pokopališču. V neposredni bližini Slap je pomembna lokalna naravna znamenitost Klevevž, ki združuje sotesko potoka Radulje s slapovi in brzicami ter dvema kraškima jamama ter naraven termalni izvir ujet v kamnit bazen, kjer ima voda konstantno temperaturo 23 °C skozi celo leto.
Zadnja točka tematske poti je Škratova luknja v vasi Bela Cerkev. Škratovo luknjo imenujejo domačini manjšo jamo z rovom, ki leži pod vasjo Bela Cerkev in v kateri naj bi po ljudskem izročilu v preteklosti živeli škratje. Ti so bili prijazne narave in so domačinom pomagali. Mir v vasi naj bi skalil nadut mladenič, ki se je nekega dne preselil v vas. Škratov ni maral in jih je preganja. Ti se z njim niso želeli prerekati in so se po svojem rovu umaknili na bližnji Vinji vrh. Ljudje, ki so ostali brez pomoči škratov, so mladeniča izgnali iz vasi, vendar se škratje kljub temu niso vrnili. Najstarejši škrat pa se je odločil, da bo ljudem vseeno pomagal, vendar se jim ni nikoli prikazal ob belem dnevu. Do Škratove luknje vodi urejena sprehajalna pot, urejen je tudi dostop do jame v kateri obiskovalce pozdravi kip škrata. Točko Škratova luknja zavzeto promovirajo domačini sami z razširjanjem zgodbe o belocerkovških škratih med obiskovalce vasi ter promociji z iznajdbo posebnih jedi, ki nosijo ime po škratih in jih vključujejo v gostinsko in kulinarično ponudbo kraja (škratova klobasa, škratova »moč«).

## Znane zgodovinske osebnosti[5]

#### Fran Zwitter (24.10.1905 – 14.4.1988)
Fran Zwitter je bil rojen v Beli Cerkvi v hiši svojega deda Frana Majzlja. Po študiju zgodovine in geografije v Ljubljani in na Dunaju je na Filozofski fakulteti v Ljubljani leta 1928 diplomiral in naslednje leto doktoriral. V letih 1930–32 se je izpopolnjeval v Parizu. Zavzemal se je za povezovanje zgodovinopisja s sociologijo in ekonomijo, hkrati pa se je usmeril v raziskovanje zgodovine novega veka.
Leta 1938 je postal prvi učitelj za zgodovino novega veka na ljubljanski univerzi. Med letoma 1952 in 1954 je bil rektor Univerze v Ljubljani, sicer pa je bil redni profesor do upokojitve leta 1975.
Od leta 1958 je bil redni član Slovenske akademije znanosti in umetnosti. Poleg zgodovine mest in socialne zgodovine ga je vseskozi zanimala nacionalno politična problematika.
Zwittrova bibliografija šteje več kot 300 enot, od tega 11 knjig in 100 pomembnejših razprav. Ker je bil zelo navezan na rodno Belo Cerkev, je bila njegova zadnja želja, da je v svoji rojstni vasi tudi pokopan.

#### Jože Karlovšek (12.2.1900 – 22.10.1963)
Jože Karlovšek je bil rojen v Šmarjeti. Po končani gimnaziji v Novem mestu je nadaljeval šolanje na gradbeni šoli v Ljubljani. Delal je kot gradbeni tehnik, nadzornik, projektant in na koncu kot učitelj tehničnih predmetov na Srednji gradbeni šoli v Ljubljani. Bil je eden od ustanoviteljev Tovarne fine keramike Dekor v Ljubljani leta 1931.
Njegova velika ljubezen so bili stara podeželska arhitektura, slovenski ornamenti in slovanska mitologija. Ornamente je najprej zbiral, nato pa tudi sam ustvarjal. Z lastno tehniko, ki jo je tudi patentiral, je slikal na les najrazličnejše motive, večinoma prevzete iz slovanske mitologije. Karlovšek je gradivo, ki ga je zbral ob svojih raziskavah, objavil v več knjigah, od katerih so pomembnejše: Slovenska hiša, Umetnostna obrt – splošen razvoj in naš slog, Slovenski domovi in zbirka razglednic Dekorativna umetnost. V različnih revijah je redno objavljal članke in razprave s področja ljudske umetnosti. Za svoje delo je prejel več nagrad in priznanj.
Rojstna hiša Jožeta Karlovška stoji nasproti cerkve sv. Marjete v Šmarjeti. Današnjo veliko sodobno hišo v baročnem stilu je sezidal Karlovškov oče. V hiši sta nekdaj delovali tudi gostilna in trgovina ter prenočišča za goste.
Pred vhodom v hišo stoji doprsni kip Jožeta Karlovška.

#### Janez Zalokar (26.6.1792 – 7.9.1872)
Janez Zalokar je bil rojen na Vinici pri Šmarjeti. Po končani gimnaziji v Novem mestu je študiral teologijo v Ljubljani in bil leta 1815 posvečen v duhovnika. Duhovniška služba ga je kot kaplana popeljala najprej v Metliko in nato kot župnika najprej v Tržič in nazadnje v Škocjan. Ko je nastopil službo v Škocjanu, je bil njegov cilj čim bolj pomagati svojim župljanom in nanje prenesti čim več svojega vsestranskega znanja. Zanimala ga je zdravstvena problematika, bil je podpornik homeopatije, spodbujal je sadjarstvo, dobro je poznal kmetovanje, ljudi je učil, kako iz kmetovanja živeti in z njim tudi zaslužiti.
Leta 1854 je napisal knjigo Umno kmetovanje in gospodarstvo. Gre za prvo knjigo v slovenščini, ki opisuje vse kmetijske panoge skupaj. Ukvarjal se je tudi z jezikoslovjem. Tako je M. Cigaletu pomagal sestaviti slovensko-nemški slovar, ki je zajemal 14.000 gesel. V Bleiweisovih Novicah je objavil svoj model pisanja rodovnika, še danes znan kot Zalokarjev rodovnik.
V Zalokarjevi rojstni hiši na Vinici je danes na ogled muzejska zbirka predmetov in pohištva.

#### Janez Volčič (27.4.1825 – 14.12.1887)
Janez Volčič je bil rojen v Gabrovem v župniji Škofja Loka. Po zaključeni gimnaziji v Novem mestu in Ljubljani je študiral teologijo in bil leta 1849 posvečen v duhovnika. Duhovniški poklic je opravljal kot kaplan v Horjulu in Semiču, kot župnik v Dragatušu in Podgradu, leta 1875 pa je prišel v Šmarjeto. V času službovanja v Horjulu je začel prvi na Slovenskem z majniško pobožnostjo v čast Mariji in jo poimenoval šmarnice. Kjerkoli je služboval, je skrbel za ureditev notranjosti in zunanjosti cerkva.
Leta 1887, tik pred smrtjo, je Volčič dokončal rokopis knjige z naslovom Zgodovina šmarješke fare. V njej je podrobno opisal življenje in navade tukajšnjih prebivalcev. Knjiga še danes predstavlja pomemben vir za raziskovanje preteklosti območja občine Šmarješke Toplice.

## Gospodarstvo
Področje občine Šmarješke Toplice se nahaja na podeželju in pred pol stoletja je tu močno prevladovala kmetijska dejavnost. Danes je na območju občine registriranih 147 kmetijskih gospodarstev, čistih kmečkih gospodinjstev, katerih edini prihodek predstavlja kmečka dejavnost, pa je le 7. Ostali lastniki kmetij so zaposleni, kmetijstvo jim predstavlja le dopolnilno dejavnost. Kmetijske površine v občini so manjše, večina kmetij obsega do 10 hektarjev kmetijskih površin. Med pomembnejše kmetijske panoge sodita živinoreja in poljedelstvo. V živinorejski panogi sta izraziti govedoreja in prašičereja, v poljedelstvu pa gojenje žit in krmnih rastlin. Danes je še vedno ohranjenih 37% kmetijskih obdelovanih površin, vendar med najmočnejšo gospodarsko panogo sodi turizem.
V občini imata večstoletno tradicijo čebelarstvo in mlinarstvo. Edini še delujoči mlin na območju občine, je mlin družine Košak z več kot dvestoletno tradicijo, katerega proces proizvodnje moke si lahko ogledajo tudi obiskovalci.
Čebelarstvo Gorenc ima urejeno muzejsko zbirko čebelarstva in manjšo trgovino z različnimi vrstami medu in medenimi izdelki.
Prebivalci občine Šmarješke Toplice so zaposleni v sekundarnih (gradbeništvo, proizvodnja) in terciarnih (promet, trgovina, turizem) gospodarskih dejavnostih v Šmarjeških Toplicah, Novem mestu, Šentjerneju in Šmarjeti. V Šmarjeških Toplicah so glavni zaposlovalec zdravilišče Terme Krka, v Šmarjeti tovarna Plastoform, ki izdeluje plastične elemente, zaposluje pa približno 190 delavcev, v Novem mestu pa sta največja zaposlovalca tovarna zdravil Krka in tovarna vozil Revoz. Ena pomembnejših gospodarskih dejavnosti v občini je prav zdraviliški turizem, ki se odvija v zdravilišču Term Krka.

## Turizem[7]
Šmarješke Toplice imajo vse potrebne pogoje tako za izvedbo dnevnih izletov kot za stacionarni turizem. Gostje imajo neštete možnosti za športne aktivnosti (nordijska hoja, tek, pohodništvo, kolesarjenje, rolanje, plavanje, padalstvo, kajakaštvo, jahanje), k čemur jih še bolj pritegne razgibana in zelena pokrajina. V tematsko vodeni poti imajo gostje možnost, da spoznajo bogato naravno in kulturno dediščino. Ob nekaterih že urejenih turističnih točkah so na voljo sprostitvene ploščadi ter ostala urbana oprema. Šmarješke Toplice na letni ravni obišče veliko tujih turistov iz različnih držav zato so informacijske table opremljene z opisi v šestih jezikih.
Zdraviliški kompleks, v katerem je tudi znameniti leseni bazen, zgrajen nad vrelcem termalne vode, obkrožajo številne sprehajalne, pohodniške in kolesarske poti. V parku, ki se razprostira na približno treh hektarjih, raste devetdeset različnih drevesnih in grmovnih vrst, tu živi tudi 25 vrst ptic. Posebnost šmarješke okolice je devet urejenih poti za nordijsko hojo, v športnem parku so tudi igrišča za tenis, nogomet, košarko, odbojko in mini golf ter balinišče in prostor za piknik. 
Poleg namestitev v hotelih Term Šmarješke Toplice, je razvita tudi sobodajalska dejavnost. Inovativen turistični produkt predstavlja prenočevanje gostov v zidanicah, pristni stavbni dediščini značilni za vinorodna območja. V sklopu projekta Turizem v zidanicah je bila za turistični namen odprta prva zidanica v Sloveniji, v kateri je možno prenočevati, se predajati užitkom narave sredi vinskih goric ter okušati izvrstna vina in dolenjsko kulinariko.
Skozi leto se v kraju zvrstijo številne turistične in tradicionalne prireditve, v sodelovanju in organizaciji občine, lokalnih društev in turističnih ponudnikov.
Na letni ravni v Šmarjeških Toplicah prenoči okoli 95.000 gostov. Za potrebe informiranja turistov in obiskovalcev deluje Turistično informacijski center (TIC Šmarješke Toplice), kjer gostje pridobijo informacije o kraju ter usmeritve za številne aktivnosti. Ponudba kraja je predstavljena tudi na svetovnem spletu in se promovira preko družabnih omrežij in preko lokalnih medijev.
V turistični ponudbi kraja je tudi vožnja s cestnim turističnim vlakom, ki sprejme do 42 potnikov. Vozi po različnih trasah po Občini Šmarješke Toplice in vključuje ogled lokalnih znamenitosti in vodenje preko ozvočenja v več jezikih.

## Lokalna društva
V Občini Šmarješke Toplice aktivno deluje 30 društev. Posamezna društva združujejo skupine ljudi s podobnimi interesi, ki se trudijo, da je družabno življenje in okolje v katerem živijo kvalitetno in pestro z dogajanji. Prostovoljna društva delujejo na področju turizma, kulinarike, vinogradništva in vinarstva, športa, kulture, glasbe, zgodovine, ekologije in gasilstva. Vsa omenjena društva imajo na območju občine že dolgoletno tradicijo in so aktivno vključena v soustvarjanje družabnega življenja v kraju. Pripravljajo vrsto tradicionalnih prireditev (Sožitje kruha in vina, sekanje pirhov, Martinov pohod, srečanje pevskih zborov »Šmarješke pojejo«, Cvičkarija in salamijada, gasilske veselice, prvomajska budnica, Šmarješki tek), izvajajo pa tudi izobraževalne in ustvarjalne delavnice. Člani društev aktivno sodelujejo tudi v okviru delovanja lokalne »Kmečke tržnice«, v obliki prodaje svojih unikatnih izdelkov in pridelkov.
Društva delujejo kot neprofitna in v večji meri svojo redno dejavnost opravljajo na podlagi financiranja iz naslova članarin članov društva.